# Der Held
Der Held (bengalisch: নাযক, Nāyak) ist ein indisches Filmdrama von Satyajit Ray aus dem Jahr 1966.

## Handlung
Der Top-Filmstar Arindam Mukherjee begibt sich per Zug (da alle Flüge ausgebucht waren) nach Delhi, um einen Filmpreis entgegenzunehmen. Er hat schlechte Laune, da sein jüngster Film sich zu einem Flop zu entwickeln scheint und die Morgenpresse über seine Beteiligung an einer Schlägerei berichtet hat. Er ist in einem Abteil gemeinsam mit einer dreiköpfigen Familie.
Im Speisewagen wird er von der jungen Reporterin Aditi angesprochen, die an seinen Filmen nicht interessiert ist, jedoch von anderen Mitreisenden ermuntert wurde, für ihre Zeitschrift ein Exklusivinterview zu versuchen. Arindam lehnt das ab, da es besser ist, nicht zu viel Privates von sich preiszugeben, wenn man im Rampenlicht steht. Die anderen Reisenden unterhalten sich jeweils untereinander, wobei sie dabei verschiedene Zwecke verfolgen.
In seinem Abteil fällt Arindam in den Schlaf und hat einen ihn beunruhigenden Traum. Er läuft durch Berge von Geld, das von oben herabrieselt, Knochenhände ragen aus den Geldhaufen heraus und er versinkt schließlich im Geld; ein Freund verweigert ihm die Hilfe, da herauszukommen. Dann schreckt er aus dem Traum hoch.
Verunsichert erzählt er diese Geschichte Aditi im Speisewagen, da sie ihm wegen ihres geringen Interesses für seine Stareigenschaft von allen Reisenden am angenehmsten ist. Aditi beginnt, sich heimlich Notizen zu machen. Arindam erzählt in jeweils kurzen Rückblenden. Wie er vom Theater zum Film kam; wie sein Theaterregisseur ihn abzuhalten versuchte: Film ist Glamour, keine Kunst; sein Schock über dessen plötzlichen Tod; sein erster Tag beim Film mit dem despotischen, inzwischen vergessenen Star Mukunda Lahiri; über seinen politisch engagierten Freund, dem er aus Publicitygründen die Hilfe verweigern musste; wie Lahiri Jahre später ihn um eine Rolle angebettelt habe.
Arindam betrinkt sich und als er bereits mit dem Gedanken spielt, aus dem Zug zu springen, lässt er durch einen Schaffner Aditi rufen. Er erzählt ihr von der ehrgeizigen Pramila, die Schauspielerin werden wollte und mit der er eine Affäre hatte, die Ursache für die Schlägerei in dem Klub tags zuvor war. Ebenso dass sein neuester Film ein Flop ist und er das Ende seiner Karriere erwartet. Aditi will davon nichts hören und schickt ihn in sein Abteil.
Kurz vor der Ankunft in Delhi verabschieden sie sich im Speisewagen. Aditi hat hinter der Fassade des „glücklichen Stars“ einen einsamen Mann kennengelernt. Aus Respekt für seine Offenheit zerreißt sie vor ihm ihre Notizen.

## Hintergrund
Nayak ist nach Kanchenjungha der zweite Film Rays, dessen Drehbuch originär von ihm stammt. Der Film ist an die Biografie Uttam Kumars angelehnt. Er war damals der erfolgreichste Star des bengalischen kommerziellen Kinos. Die Stärke des Films ist sein Formalismus, wobei die surrealistische Traumszene der künstlerische Höhepunkt ist.

## Kritiken
„Eine in kunstvollen Rückblenden verschachtelte Lebensbeschreibung, ebenso unterhaltsam wie bewegend in ihrem sensibel formulierten Zweifel an vermeintlichen Werten wie Ruhm und Erfolg. Formal zwar nicht eines der Meisterwerke des Regisseurs, dennoch weit über dem Durchschnitt und eindrucksvoll durch den humanen Gehalt.“

„Kunstvolle indische Filmerzählung in Rückblenden über den Lebensweg eines jungen Schauspielers, bewegend in ihrer Einfachheit und durchdrungen von starker und aufrichtiger Humanität. In ihren behutsamen Zweifeln an Ruhm und Erfolg wertvolle Unterhaltung ab 16.“

## Auszeichnungen
- National Film Award Best Screenplay and Story, New Delhi, 1967
- Internationale Filmfestspiele Berlin 1966
  - Critics’ Prize (Unicrit award), Berlin, 1966
  - Special Jury Award, Berlin, 1966